# Manssor Arbabsiar
Manssor Arbabsiar é um cidadão americano de origem iraniana, acusado de planejar e executar a Operação Coalizão Vermelha, um suposto plano para assassinar o embaixador saudita nos Estados Unidos, Adel Al-Jubeir, além de prosseguir com alguns outros atentatos terroristas contra embaixadas.

## O papel de Manssor
Segundo oficiais americanos, Manssor iria contratar um membro do cartel de drogas mexicano Zetas. Segundo a revista The Atlantic, Manssor teria oferecido US$ 1,5 milhões a um agente da DEA infiltrado para que procedesse com os atentados, supondo que o agente seria realmente um membro do cartel. Manssor teria agendado duas tranferências de US$ 49960 para agosto de 2011, além de sugerir ao agente que seus contatos no governo iraniano poderiam prover "toneladas de ópio" ao cartel.
O suposto contratante teria dito que recebia ordens de membros do alto escalão do governo iraniano - incluindo um sobrinho que seria "membro do Exército Iraniano mas não usa uniforme".